# Alajõe (gemeente)
Alajõe (Estisch: Alajõe vald) was tot in 2017 een gemeente in de Estische provincie Ida-Virumaa. De gemeente telde 552 inwoners op 1 januari 2017. In 2011 waren dat er 320. Ze had een oppervlakte van 108,8 km². De hoofdplaats was Alajõe. De gemeente lag op de noordoever van het Peipusmeer.
Sinds oktober 2017 maakt de gemeente deel uit van de gemeente Alutaguse, net als de voormalige gemeenten Iisaku, Illuka, Mäetaguse en Tudulinna.

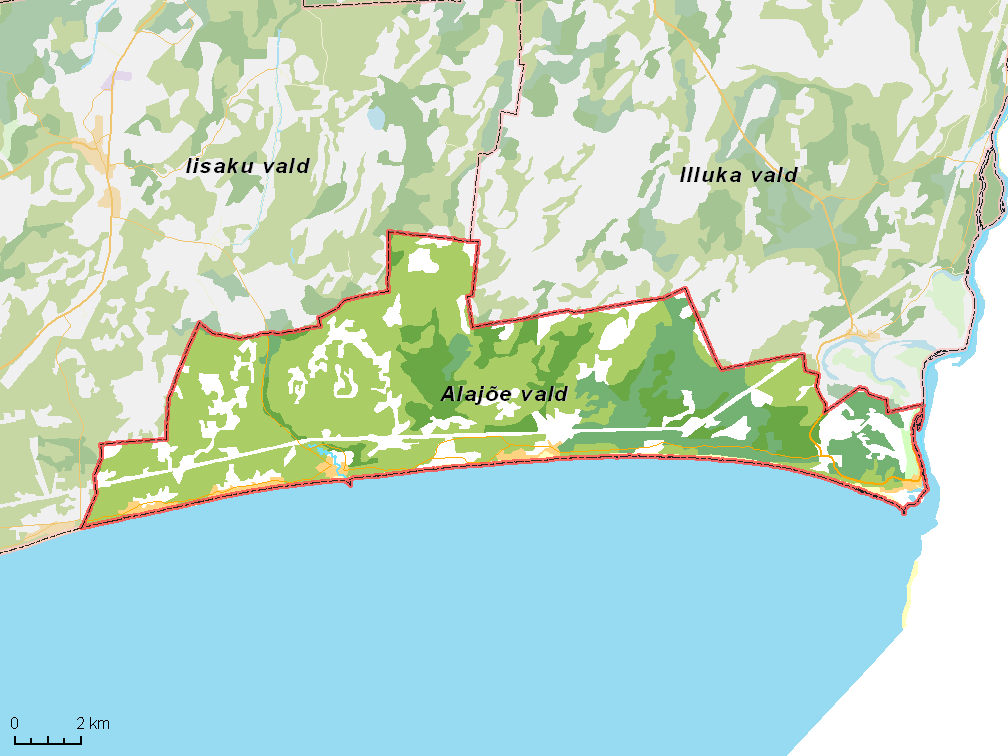
De gemeente met omliggende gemeenten